# Colney
Colney is een civil parish in het bestuurlijke gebied South Norfolk, in het Engelse graafschap Norfolk met 153 inwoners.